# پارشال (کلرادو)
پارشال (به انگلیسی: Parshall) یک منطقهٔ مسکونی در ایالات متحده آمریکا است که در شهرستان گرند، کلرادو واقع شده‌است. پارشال ۰٫۷۷ کیلومتر مربع مساحت و ۴۷ نفر جمعیت دارد و ۲٬۳۱۳ متر بالاتر از سطح دریا واقع شده‌است.